# Bregowo
Bregowo (bułg. Брѐгово) – miasto Bułgarii najbardziej wysunięte na północ tego kraju, w obwodzie Widin. Jest to centrum administracyjne gminy Bregowo, położone 29 km od miasta Widin.

## Geografia
Miasteczko Bregowo znajduje przy granicy z Serbią. Znajduje się 6 km od ujścia rzeki Timok, która wpada do Dunaju.

## Historia
Pierwsza wzmianka o mieście pochodzi z 1560 roku. Nazwa miasteczka pochodzi ot słowa breg - brzeg.

## Religia
W Bregowo dominuje prawosławie. Znajduje się tu cerkiew z 1853 roku.

## Gospodarka
Głównym źródłem utrzymania ludności jest rolnictwo. Znajdują się tutaj liczne szkoły, w tym szkoła zawodowa rolnictwa (bułg. професионална гимназия по земеделие).